# Болгарія в Першій світовій війні
Болгарія в Першій світовій війні — участь Болгарії у Першій світовій війні з 6 вересня 1915 по 29 вересня 1918 року. Брала участь у війні як союзник Німеччини й член Четверного союзу. 27 липня 1919 р. Болгарія підписала Нейїський мирний договір, згідно з яким від неї до Королівства сербів, хорватів та словенців відійшли чотири райони з містами Цариброд, Босилеград та Струмиця. Болгарія була позбавлена виходу до Егейського моря. На Болгарію були накладені репарації в розмірі 2,25 млрд золотих франків.

## Проголошення нейтралітету
Після початку Першої світової війни Болгарія проголосила нейтралітет, однак переговори з представниками різних коаліцій тривали. Контакти з дипломатами Антанти мали лише одну мету — дезорієнтувати опозицію, інтелігенцію, широкі народні маси, які протестували проти виступу на боці австро-німецького блоку.
Всупереч волі більшості партій та їх виборців 6 вересня 1915 року уряд уклав договір про дружбу та союз з Німеччиною. Антанта в цей час зазнавала поразок на фронтах, і урядова преса переконувала громадськість країни в правильності такого рішення. Оскілька Антанта немогла задовольнити територіальні притензії Болгарії за рахунок своєї союзниці Сербії, Німеччина пообіцяла болгарам частину сербської території (Вардарську Македонію та Поморав'я). У разі вступу у війну Румунії і Греції на боці Антанти Болгарія розраховувала на Південну Добружу та Південну Македонію. 6 вересня було підписано болгарсько — турецьку угоду, згідно з якою Порта передавала новій союзниці частину східної Фракії.

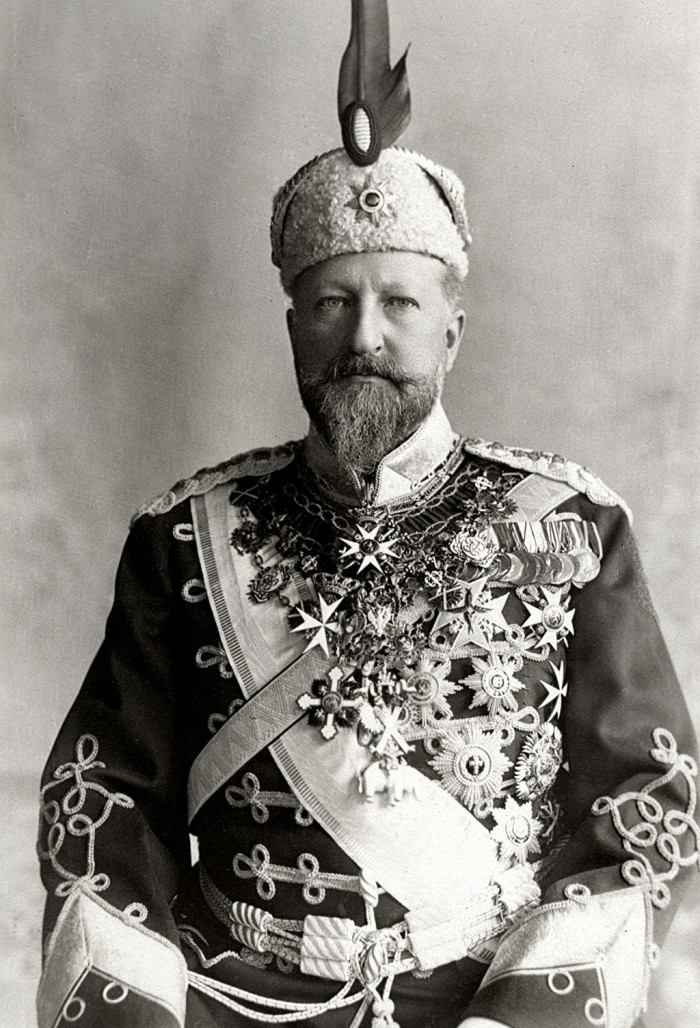
Фердінанд 1

Остаточне сформування Четверного союзу змусило лідерів опозиції шукати особливої зустрічі з царем. Лідери опозиції попереджували про можливі наслідки участі країни у війні на стороні Німеччини. Опозиціонера Александра Стамболійського було заарештовано.

## Початок бойових дій
14 жовтня 1915 року Болгарія розпочала військові дії проти Сербії. До кінця року болгарські війська окупували Вардарську Македонію та значну частину Сербії. Противників союзу з Центральними державами в країні стало значно менше. В. Радославов заявив:
| «Болгарською буде та земля, на яку ляже слід болгарського коня». |
Популярність його уряду в країні значно зросла.
Грекам за допомогою англо-французького експедиційного корпусу вдалося зупинити наступ болгарського війська на Південну Македонію. Тут утворився Салоніцький фронт, активні дії на якому відновилися лише наприкінці війни.

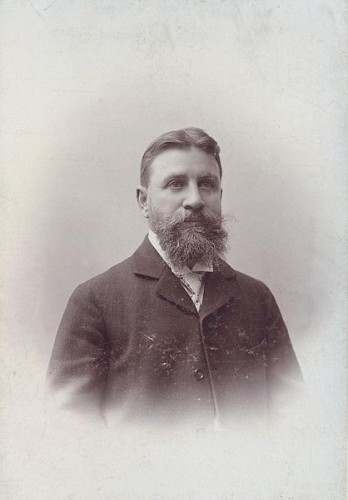
Васил Радославов

У жовтні 1916 року Болгарія почала військові дії проти нового союзника Антанти — Румунії. Наприкінці грудня болгари разом з німецькими й турецькими військами окупували Добруджу. Прибуття російських військ дало змогу румунським військам стабілізувати Добруджанський (Дунайський) фронт, на якому сторони перейшли до позиційної війни. Уряд В. Радославова не виконав обіцянки закінчити воєнні дії за 3 — 4 місяці.
Промисловість терміново переводилася на воєнні рейки. Підприємства та майстерні не пов'язані з обслуговуванням військових потреб, часто закривалися за розпорядженням влади.
Важким було становище і в аграрному секторі. На війну було мобілізовано близько 40 % чоловіків, що знекровило болгарське село, а постійні реквізиції зменшили поголів'я худоби. Це призвело до скорочення посівних площ, зменшення збору сільськогосподарської продукції та до перебоїв у постачанні населення продовольством. Слідом за Німеччиною у Болгарії запровадили картки на основні продукти харчування. Країна була під загрозою голоду.
Під час війни в Болгарії було запроваджено цензуру. Було скасовано конституційні свободи. Паралельно зі скороченням заробітної платні збільшувався робочий день.
Після Лютневої революції в Росії почали поширюватись заворушення в армії. На межі 1917—1918 років відбувалися мітинги та акції непокори. Під час парламентського виступу один з опозиційних лідерів заявив, що під час війни дисциплінарні покарання за антивоєнну діяльність отримало близько 800 офіцерів і 400 000 солдатів. Всенародне невдоволення сягнуло свого піку 1918 року. Сполохнуло чергове повстання 27-го Чепінського полку.
За цих умов Фердінанд оновив уряд. Замість лідера лібералів Радославова у червні прем'єром було призначено лідера Демократичної партії А. Малінова. Курс на продовження війни в союзі з Центральними державами залишався незмінним.

## Антиурядове повстання
У середині вересня 1918 року країни Антанти в районі Добропола прорвали фронт. Болгарські війська почали відступати. 23 — 24 вересня у військових частинах спалахнули антивоєнні й антиурядові виступи під гаслами «На Софію!» та «Смерть винуватцям катастрофи!». Повстанці розгромили штаб — квартиру командування та 26 вересня зайняли місто Радимор, що за 30 кілометрів від столиці.
Намагаючись урятувати ситуацію уряд вирядив до повстанців лідера БЗНС А. Стамболійського, якого було звільнено з в'язниці та його соратника Р. Даскалова. У штаб командування Антанти вирушила делегація, до складу якої увійшов співробітник американського посольства Мерфі. Метою делігації було за будь-яку ціну укласти перемир'я з Антантою.
27 вересня в Радомирі було проголошено республіку. А. Стамболійський очолив Тимчасовий уряд республіки, а Р. Даскалов — її війська. На другий день армія Даскалова опинилася поблизу Софії, біля села Владая. З метою уникнути кровопролиття керівництво повсталих висунуло уряду ультиматум з вимогою здати столицю без бою. Скористувавшись нерішучістю повстанців уряд, мобілізувавши останні резерви та звернувся по допомогу до німецького командування. 29 вересня в Салоніках було підписано перемир'я, на умовах капітуляції болгарської армії. 30 вересня урядові війська за допомогою німецьких частин розгромили головні сили повстанців.

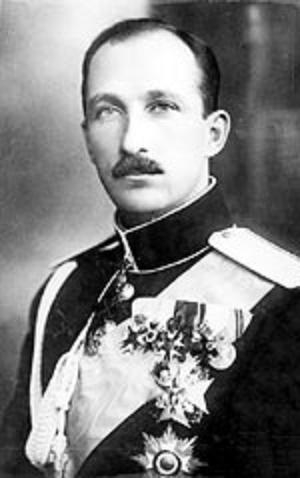
Борис III

Фердинанд I зрікся престолу на користь свого 24-річного сина Бориса, після чого втік до Німеччини. Щоб збити хвилю народного невдоволення цар встановив 8 годинний робочий день, оплачувану відпустку, було скасовано податок на прибутки в умовах воєнного стану. У жовтні 1918 року французькі, італійські та інші частини зайняли найважливіші стратегічні пункти міста.
Під час війни загинула п'ята частина чоловічого населення віком від 20 до 50 років. Загальні втрати становили : 155 000 загиблих, 400 000 поранених на фронтах і 150 000 померлих від тифу, холери та грипу. Країна втратила третину національного багатства.

## Повоєнні роки

### Вибори в Народні збори
У серпні 1919 року відбулися перші повоєнні вибори в Народні збори. Вибори засвідчили повну перемогу антивоєнних сил: більшість голосів набрали представники лівих сил БЗНС, Болгарської комуністичної партії і соціал-демократи. Праві отримали лише 66 мандатів із 236. Право формувати уряд було доручено лідеру БЗНС А. Стамболійському. Він сформував коаліційний уряд з представників БЗНС і правих партій. БКП і соціал-демократи відмовились увійти до складу уряду.
Стамболійський виступав за створення «Зеленого Інтернаціоналу» аграрних партій, який повинен протиставити селянську ідеологію впливу Заходу і комуністичному Сходу. У міжнародних відносинах він закликав до створення болгарсько-югославського союзу. Також він не заперечував проти відокремлення Македонії, вважаючи це кроком до перебудови усіх відносин на Балканах. Він прагнув усунути македонських болгар від їх впливу на політичне життя в країні. Для реалізації своїх планів Стамболійський нищив лідерів опозиції, пускав у хід напіввійськові Оранжеву Гвардію Землеробського союзу, підтасовував результати виборів. Втілення селянської концепції Стамболійського в країні вилилось на у низку соціальних і політичних експериментів.

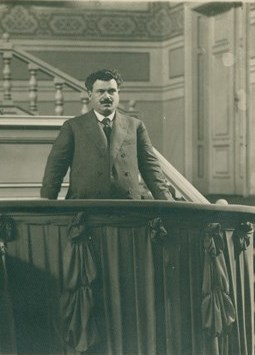
Александр Стамболійський

У грудні 1919 року було прийнято закон про покарання винних у національній катастрофі. З цього питання було проведено референдум, під час якого більшість висловилася за суд, якого так і не відбулося, а компанія стала способом залякування опозиції.
у 1920 році в Болгарії було запроваджено загальну трудову повинність. За цим законом кожен чоловік віком від 20 до 40 років мусив протягом 8 місяців виконувати фізичну роботу на користь держави і ще 21 день на рік працювати у своєму окрузі. Для жінок від 16 до 30 років строк служби становив 4 місяці. Ця система мала позитивні наслідки для країни. Для будівництва загальнонаціональних об'єктів (доріг, залізниць, мостів, каналів) залучалась додаткова робоча сила. До того ж таким чином Болгарія обходила заборону на загальну військову повинність.
У 1921 році був прийнятий закон про максимум землеволодіння (встановлювався розмір 30 га + по 4 га на кожного члена родини, в якій було більше 4 осіб). Закон мав забезпечити відносно рівний поділ землі між селянами.
У листопаді 1919 року Болгарія підписала Нейїський мирний договір, згідно з яким вона втрачала 1/10 території. Скорочувалась чисельність збройних сил, ліквідувалася загальна військова повинність. Болгарія мала сплачувати репарації, передавала країнам-переможцям велику кількість худоби, а також мусила утримувати окупаційні війська.
Підписання угоди поставило в опозицію до влади офіцерський корпус болгарської арміїю.
У зовнішній політиці уряд не зміг пом'якшити умови Нейївського договору, що підірвало його авторитет.

### Комуністичне повстання 1923 року
Наприкінці 1920 року почався процес консолідації опозиційних сил, які намагалися скинути уряд. Кількість невдоволених почала зростати. Улітку 1922 року праві та центральні партії утворили Демократичну злагоду, яка об'єднала свої зусилля з Військовою лігою. Також до них приєдналася таємна організація македонських болгар ВМРО, яка мала досвід у проведенні терористичних актів. Ці сили спиралися на підтримку царя. В опозицію стала і БКП, що вважала Стамболійського «болгарським Керенським».
В ніч з 8 на 9 червня 1923 року «Народна змова» та «Військова ліга» вчинили переворот. Уряд Стамболійського було заарештовано, а його самого вбито. Владу захопив уряд, який очолив лідер «Народної змови» професор економіст О. Цанков. До його уряду увійшли представники майже всіх правих і центральних партій. Уряд влаштував полювання на лідерів селянської комуністичної партії. Загинуло близько 3000 чоловік.
Лідери Комінтерну оцінили становище в Болгарії як сприятливе для проведення повстання і встановлення радянської влади. Болгарія повинна була стати плацдармом для поширення світової революції. БКП об'єднавшися з лівим крилом БЗНС, почала підготовку до збройного повстання, призначеного на 22-23 вересня. Було створено військовий комітет на чолі з Г. Дмитровим, В. Коларовим і Г. Геновим. Але про це дізнався уряд і 12 вересня було заарештовано 2 000 чоловік. Це спровокувало передчасний початок повстання. Перші збройні виступи почалися 13 вересня і тривали до 27 вересня. Урядові війська змогли придушити розрізнені виступи. Внаслідок повстання загинули чи були віддані до суду 20 000 осіб. Після цього комуністи зазнали нових гонінь. 4 квітня 1924 року вони були оголошені поза законом. 16 квітня 1925 року комуністи здійснили терористичний акт у софійському соборі, де знаходився Борис III, під час якого загинули 128 чоловік, що тільки посилило репресії проти них. Політичні структури комуністів та лівого крила БЗНС були повністю розгромлені.